# Johnny Egan
John Francis "Johnny" Egan (Hartford, Connecticut, 31 de enero de 1939-21 de julio de 2022) fue un jugador y entrenador de baloncesto estadounidense que jugó durante once temporadas en la NBA, y que fue el entrenador de los Houston Rockets durante cuatro temporadas más. Con 1,80 metros de estatura, lo hacía en la posición de base.

## Trayectoria deportiva

### Universidad
Jugó durante tres temporadas con los Friars del Providence College, en las que promedió 17,9 puntos y 2,5 rebotes por partido. Fue elegido en el mejor quinteto del National Invitation Tournament en 1959, algo que repitió en 1961, cuando los Friars ganaron el torneo. Los 39 puntos que consiguió en un partido ante Villanova constituyeron un récord de la universidad en su momento.

### Profesional
Fue elegido en la duodécima posición del Draft de la NBA de 1961 por Detroit Pistons, donde jugó dos temporadas y media. Sus dos primeros años fueron para olvidar, siendo el tercer base del equipo tras Gene Shue y Don Ohl, pero la temporada 1963-64 la inició como titular, promediando 11,1 puntos y 4,8 asistencias por partido, hasta que se vio envuelto en un traspaso a tres bandas en el cual se iba a los New York Knicks, recibiendo los Pistons a Donnis Butcher y Bob Duffy.
En los Knicks permaneció durante dos temporadas, como segunda opción en el puesto de base tras la llegada de Howard Komives a equipo. En su primera temporada, actuando como titular, promedió 14,1 puntos y 5,8 asistencias. Con la temporada 1965-66 iniciada, fue traspasado junto con Jim Barnes y Johnny Green a Baltimore Bullets, a cambio de Walt Bellamy. Allí se repartió los minutos de juego con Kevin Loughery, hasta que tras dos temporadas fue elegido en el draft de expansión de 1968 por los Milwaukee Bucks, quienes automáticamente lo traspasaron a Los Angeles Lakers. Allí nuevamente se repartió los minutos en pista como base, en este caso con Keith Erickson. En su primera temporada en el equipo alcanzaron las Finales de la NBA, en las que cayeron en el séptimo partido ante Boston Celtics, y donde Egan tuvo una destacada actuación en el quinto encuentro, anotando 23 puntos. Acabó la temporada promediando 8,5 puntos y 2,6 asistencias por partido. Al año siguiente se repitió la historia, alcanzando nuevamente las Finales, cayendo en esa ocasión ante New York Knicks.
En la temporada 1970-71 fue nuevamente incluido en un draft de expansión, siendo elegido por Cleveland Cavaliers, donde ya con 33 años tuvo un papel menor en los 26 partidos que disputó, antes de ser traspasado a San Diego Rockets a cambio de una futura tercera ronda del draft. El equipo se trasladaría al año siguiente a Houston, donde jugó Egan su última temporada como profesional.

### Entrenador
Mediada la temporada 1972-73 de la NBA, Egan sustituye al frente del banquillo de los Houston Rockets a Tex Winter, que sólo había conseguido 17 victorias en los primeros 47 partidos de temporada regular. En 1975 consigue que el equipo acabe en la segunda posición de la División Central con 41 victorias y 41 derrotas, por detrás de Washington Bullets, clasificando al equipo por vez primera desde que jugaban en Houston para los playoffs.
Permaneció en el banquillo de los Rockets una temporada más, en la cual no logró clasificarse para pelear por el campeonato, no siendo renovado. En total dirigió al equipo en 281 partidos, de los que ganó 129.

## Estadísticas de su carrera en la NBA

### Temporada regular
| Temporada | Edad | Equipo              | Liga | P   | TIT | MIN  | TC  | TCA  | %TC  | 3P | 3PA | %3P | TL  | TLA | %TL  | R.OF. | R.DEF. | REB | ASIS | ROB | TAP | PER | FP  | PTS  |
| 1961-62   | 23   | Detroit Pistons     | NBA  | 58  |     | 12.0 | 2.2 | 5.2  | .425 |    |     |     | 1.1 | 1.4 | .762 |       |        | 1.5 | 1.8  |     |     |     | 1.1 | 5.5  |
| 1962-63   | 24   | Detroit Pistons     | NBA  | 46  |     | 16.3 | 2.4 | 6.4  | .372 |    |     |     | 1.2 | 1.5 | .768 |       |        | 1.3 | 2.5  |     |     |     | 1.5 | 5.9  |
| 1963-64   | 25   | TOTAL               | NBA  | 66  |     | 35.2 | 5.1 | 11.5 | .441 |    |     |     | 2.9 | 3.7 | .794 |       |        | 2.7 | 5.4  |     |     |     | 2.7 | 13.0 |
| 1963-64   | 25   | Detroit Pistons     | NBA  | 24  |     | 34.9 | 4.4 | 10.7 | .410 |    |     |     | 2.4 | 2.8 | .838 |       |        | 2.2 | 4.8  |     |     |     | 3.2 | 11.1 |
| 1963-64   | 25   | New York Knicks     | NBA  | 42  |     | 35.4 | 5.5 | 12.0 | .456 |    |     |     | 3.2 | 4.2 | .777 |       |        | 3.1 | 5.8  |     |     |     | 2.5 | 14.1 |
| 1964-65   | 26   | New York Knicks     | NBA  | 74  |     | 22.5 | 3.5 | 7.1  | .488 |    |     |     | 2.2 | 2.7 | .814 |       |        | 1.9 | 3.4  |     |     |     | 1.9 | 9.2  |
| 1965-66   | 27   | TOTAL               | NBA  | 76  |     | 21.6 | 3.4 | 7.6  | .451 |    |     |     | 2.3 | 3.0 | .762 |       |        | 2.4 | 3.6  |     |     |     | 2.2 | 9.1  |
| 1965-66   | 27   | New York Knicks     | NBA  | 7   |     | 8.3  | 0.7 | 2.3  | .313 |    |     |     | 1.0 | 1.4 | .700 |       |        | 0.3 | 2.0  |     |     |     | 0.6 | 2.4  |
| 1965-66   | 27   | Baltimore Bullets   | NBA  | 69  |     | 23.0 | 3.7 | 8.1  | .455 |    |     |     | 2.4 | 3.1 | .765 |       |        | 2.6 | 3.8  |     |     |     | 2.4 | 9.8  |
| 1966-67   | 28   | Baltimore Bullets   | NBA  | 71  |     | 24.5 | 3.8 | 8.8  | .428 |    |     |     | 2.6 | 3.1 | .845 |       |        | 2.5 | 3.9  |     |     |     | 2.7 | 10.1 |
| 1967-68   | 29   | Baltimore Bullets   | NBA  | 67  |     | 13.9 | 2.4 | 6.2  | .393 |    |     |     | 2.1 | 2.7 | .776 |       |        | 1.7 | 2.0  |     |     |     | 1.9 | 7.0  |
| 1968-69   | 30   | Los Angeles Lakers  | NBA  | 82  |     | 22.0 | 3.0 | 7.3  | .412 |    |     |     | 2.5 | 2.9 | .850 |       |        | 1.8 | 2.6  |     |     |     | 2.5 | 8.5  |
| 1969-70   | 31   | Los Angeles Lakers  | NBA  | 72  |     | 22.6 | 3.0 | 6.8  | .438 |    |     |     | 1.4 | 1.7 | .818 |       |        | 1.4 | 3.0  |     |     |     | 2.4 | 7.3  |
| 1970-71   | 32   | TOTAL               | NBA  | 62  |     | 13.3 | 1.1 | 2.9  | .376 |    |     |     | 0.7 | 0.8 | .824 |       |        | 1.0 | 1.8  |     |     |     | 1.1 | 2.8  |
| 1970-71   | 32   | Cleveland Cavaliers | NBA  | 26  |     | 15.8 | 1.5 | 3.8  | .408 |    |     |     | 1.0 | 1.1 | .893 |       |        | 1.2 | 2.2  |     |     |     | 1.2 | 4.0  |
| 1970-71   | 32   | San Diego Rockets   | NBA  | 36  |     | 11.5 | 0.8 | 2.2  | .338 |    |     |     | 0.5 | 0.6 | .739 |       |        | 0.9 | 1.5  |     |     |     | 1.1 | 2.0  |
| 1971-72   | 33   | Houston Rockets     | NBA  | 38  |     | 11.5 | 1.1 | 2.7  | .404 |    |     |     | 0.7 | 0.8 | .813 |       |        | 0.7 | 1.3  |     |     |     | 1.4 | 2.9  |
| Total     |      |                     | NBA  | 712 |     | 20.3 | 2.9 | 6.8  | .429 |    |     |     | 1.9 | 2.3 | .805 |       |        | 1.8 | 3.0  |     |     |     | 2.0 | 7.8  |

### Playoffs
| Temporada | Edad | Equipo             | Liga | P  | MIN | TCA | TC  | 3PA | 3P | TLA | TL  | R.OF. | REB | ASIS | ROB | TAP | PER | FP | PTS | %TC  | %3P | %FT   | MIN  | PTS  | REB | AST |
| 1961-62   | 23   | Detroit Pistons    | NBA  | 5  | 97  | 29  | 62  |     |    | 10  | 10  |       | 9   | 16   |     |     |     | 8  | 68  | .468 |     | 1.000 | 19.4 | 13.6 | 1.8 | 3.2 |
| 1965-66   | 27   | Baltimore Bullets  | NBA  | 3  | 117 | 19  | 47  |     |    | 10  | 16  |       | 9   | 23   |     |     |     | 14 | 48  | .404 |     | .625  | 39.0 | 16.0 | 3.0 | 7.7 |
| 1968-69   | 30   | Los Angeles Lakers | NBA  | 18 | 571 | 94  | 217 |     |    | 63  | 80  |       | 44  | 70   |     |     |     | 55 | 251 | .433 |     | .788  | 31.7 | 13.9 | 2.4 | 3.9 |
| 1969-70   | 31   | Los Angeles Lakers | NBA  | 16 | 162 | 23  | 43  |     |    | 10  | 11  |       | 5   | 22   |     |     |     | 20 | 56  | .535 |     | .909  | 10.1 | 3.5  | 0.3 | 1.4 |
| Total     |      |                    | NBA  | 42 | 947 | 165 | 369 |     |    | 93  | 117 |       | 67  | 131  |     |     |     | 97 | 423 | .447 |     | .795  | 22.5 | 10.1 | 1.6 | 3.1 |